# Südafrikanisches Pfund
Das Südafrikanische Pfund ist eine historische Währungseinheit Südafrikas, die von 1922 bis 1961 in Umlauf war. Es war unterteilt in 20 Shilling beziehungsweise 240 Pence.

## Geschichte

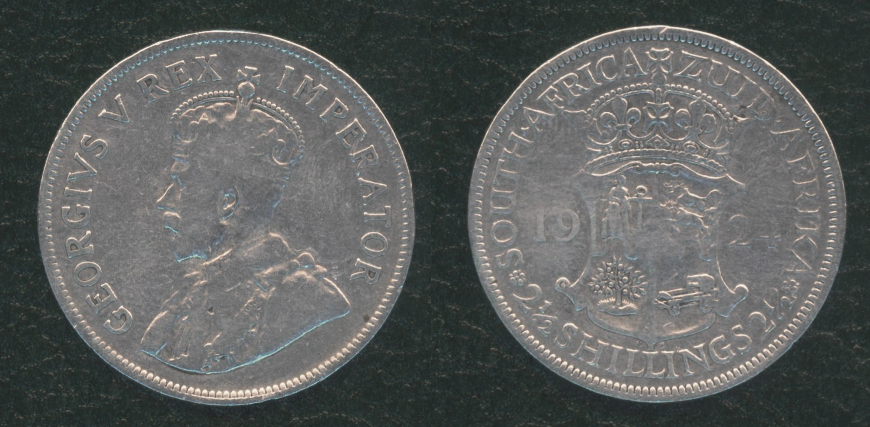
2½-Shilling-Silbermünze von 1924

In der Kapkolonie wurde 1825 das Pfund Sterling gesetzliches Zahlungsmittel. Die benachbarten Burenrepubliken übernahmen das auf dem Goldstandard basierende Pfund und gaben ab 1867 eine eigene Währung mit der Bezeichnung Südafrikanisches Pond heraus. Nach der Niederlage der Südafrikanischen Republik und des Oranje-Freistaates im Zweiten Burenkrieg 1902 wurde das Pfund Sterling auch Zahlungsmittel in den nun Transvaal und Orange Free State genannten britischen Kolonien, die mit der Kapkolonie und der Kolonie Natal 1910 zur Südafrikanischen Union vereinigt wurden. Am 30. Juni 1921 wurde die South African Reserve Bank gegründet, die damit die älteste Zentralbank auf dem afrikanischen Kontinent ist. Die Bank begann am 19. April 1922 mit der Ausgabe von Banknoten des Südafrikanischen Pfundes, 1923 folgten die ersten Münzen. Das Südafrikanische Pfund wurde auch Zahlungsmittel im Mandatsgebiet Südwestafrika und ab 1932 auch im Bechuanaland, Basutoland und Swasiland.
Als Großbritannien 1931 den Goldstandard verließ, folgte Südafrika diesem Schritt kurze Zeit darauf. In der Folgezeit gehörte das Südafrikanische Pfund zum Sterling-Block. Mit der Umwandlung Südafrikas nach dem Referendum von 1960 in eine Republik erfolgte auch die Umstellung auf den Südafrikanischen Rand. Ab dem 14. Februar 1961 wurde 1 Pfund in 2 Rand umgetauscht.

## Münzen und Banknoten
Münzen wurden in den gleichen Stückelungen und Größen wie die gleichzeitigen Münzen des Pfund Sterling geprägt, allerdings ist der Feingehalt der Silbermünzen 0.800, im Gegensatz zu den nur 0.500 feinen britischen Münzen. Die Münzen zu ¼, ½ und 1 Penny bestehen aus Kupfer, die 3- und 6-Pence-Münzen, sowie die 1-, 2- und 2½-Shilling-Münzen aus Silber und die ½- and 1-Sovereign-Münzen aus Gold.
Banknoten wurden mit den Werten zu 10 Shilling, 1, 5, 20 und 100 Pfund herausgegeben. Die 20-Pfund-Banknoten wurden ab 1933 nicht mehr gedruckt, wohingegen 1943 eine 10-Pfund-Note emittiert wurde. Bis 1948 waren die Banknoten zweisprachig in Englisch und Afrikaans, danach gab es für jede Wertstufe jeweils zwei Varianten in den beiden Sprachen.